# Кимовский район
Ки́мовский район — административно-территориальная единица (район) и муниципальное образование (муниципальный район) в Тульской области России.
Административный центр — город Кимовск.

## Физико-географическая характеристика

### География
Район расположен на востоке Тульской области. Граничит с районами Тульской области: Новомосковским, Узловским, Богородицким, Куркинским, а также с районами Рязанской области: Михайловским и Скопинским. Площадь 111,2 км² (8-е место среди районов области). Высота над уровнем моря колеблется от 200 до 234 м, в долинах рек — 100—150 м.
Район располагается в восточной части Среднерусской возвышенности, поэтому для его территории характерно чередование относительно глубоко врезанных речных долин с полого-выпуклыми или слабохолмистыми водораздельными пространствами. На территории района проходит граница степной и лесостепной климатической и растительной зоны и начинается черноземная полоса. Почвенный покров Кимовского района представлен в основном 2 видами чернозёмов. В северной и северно-западной частях района распространены оподзоленные чернозёмы, для центральной и юго-западной частей характерно преобладание выщелоченных чернозёмов. На небольших участках встречаются серые лесные почвы и лугово-чернозёмные почвы.
Растительный и животный мир района определяется тем, что находится в географической подзоне типичной лесостепи. Лесная растительность сильно изменена в результате хозяйственной деятельности и в небольших лесах, сохранившихся на территории района, преобладают береза и осина, редко дуб. Леса в районе занимают только 4 % от всей площади.
Характер поверхностных водоёмов района определяется тем, что он приурочен к водоразделу Дона и Оки. Водоёмы здесь представлены в основном небольшими маловодными реками. Основные реки — Дон, Непрядва, Мокрая, Сухая Табола, Сукромна, Сизовка, Донец, Гранки.
Своеобразие геологического строения района определено наличие целого комплекса полезных ископаемых. По результатам геологоразведочных работ разведано более 20 месторождений различных полезных ископаемых и месторождений подземных вод. Из 8 видов минерального сырья из недр Кимовского района Тульской области добывается 2.

### Климат
Климат Кимовского района умеренно-континентальный. Средняя температура июля: +22,2°С, января: −14°С. Основная сумма осадков (80 %) выпадает в тёплый период (апрель — сентябрь) и составляет 415 мм. Преобладает ливневый характер осадков, сопровождающийся грозами. В среднем в году отмечается 27 дней с грозой. Относительная влажность воздуха меняется в течение года в широких пределах. В декабре и январе среднемесячная её величина 84 — 86 %. С февраля начинается понижение влажности, минимальные её значения отмечаются в мае, июне. Число сухих дней, то есть с относительной влажностью 30 % и ниже в среднем за год — 15,8. Число дней с относительной влажностью 80 % и выше — 118. В среднегодовой розе ветров преобладают западные ветры — 18 %, юго-западные — 17 % и северо-западные — 14 %.

## История

### Древний период
Территория нынешнего муниципального образования заселена с глубокой древности. Поселения 6-7 тысячелетия до н. э. обнаружены в районе населенных пунктов Рогозинки и Устье. У деревни Прилипки и села Монастырщино найдены обломки посуды (ямочной, ямочно-гребенчатой и накольчатой керамики) эпохи неолита (5-3 тысячелетие до н. э.). В окрестности деревни Белоозеро обнаружен каменный комплекс, возраст которого оценивается в 4 тысячи лет. Первоначально данный объект был идентифицирован как территории древнего поселения, но затем отнесён к ритуальной площадке, ближайшие аналоги которой встречаются на Среднем Урале. Также выявлено 30 поселений эпохи бронзы, наиболее крупные из которых занимали площадь более 1 га. 2 тысячелетием датируется найденные в селе Луговое первые орудия земледелия: обломки кремневого серпа, каменная мотыга и каменная зернотерка.

### Средние века
После победы владимиро-суздальских и черниговских князей над половцами плодородная территория нынешнего Кимовского района стала заселяться выходцами из пронских и черниговских земель. В это время появляются первые городища — Федосеево, на месте современной Епифани, и городище в окрестностях деревни Красное на реке Мокрой Таболе. В XIII веке с началом монголо-татарского нашествия многие местные поселения были разрушены, а часть населения ушло вглубь северо-восточной Руси. Данные опустевшие земли, как и прочая территория юга нынешней Тульской области, стали называться диким полем.
В 1380 году территории современного Кимовского района происходили события, связанные с состоявшейся 8 сентября того же года Куликовской битвой. В районе деревни Устье объединённое русское войско во главе с Великим князем Владимирским и князем московским Дмитрием Ивановичем переправлялось на другой берег Дона. По преданию, погибшие на Куликовом поле воины были захоронены в районе слияния рек Дона и Непрядвы на территории нынешнего села Монастырщино, где впоследствии была построена церковь Рождества Пресвятой Богородицы.

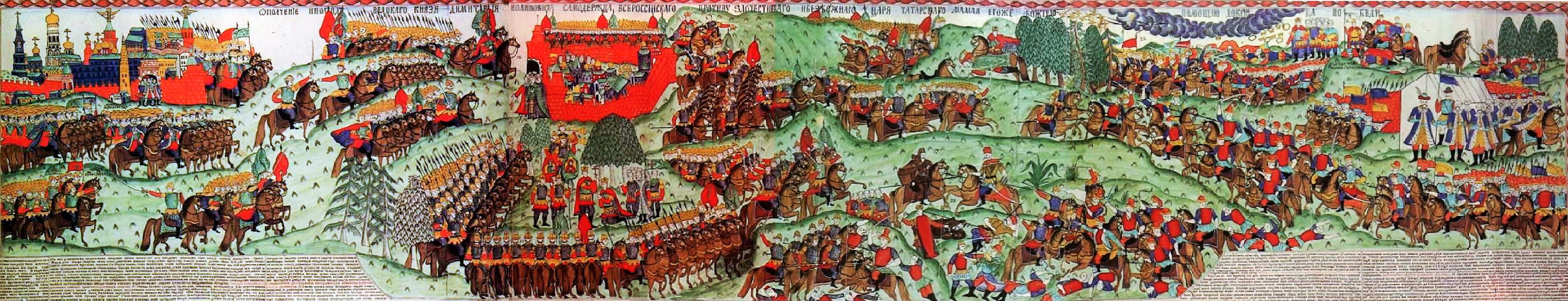
Иллюстрация из рукописи «Сказание о Мамаевом побоище» (1890-е)

Повторное заселение этих земель происходило с середины XVI века, когда Московское государство, ведя непрерывную борьбу с Крымским ханством, начало осваивать опустевшее пространство дикого поля. В середине XVI века князем Иваном Мстиславским, двоюродным племянником Ивана Грозного, для закрепления отвоеванной территории была основана деревянная крепость Епифань. В писцовых книгах 1571—1572 годов о епифанской крепости говорится следующее: 

В Епифанском лугу острог на реке на Дону, у Епифанова болота, вниз по Дону на левой стороне поставление князя Ивана Федоровича Мстиславского, а острог ставлен на три углы, одна стена ведена от Дона по горе. другая от речки от Лютыя по горе ж возле враг, а третья стена от поля к торгу, а кругом острогу... 320 сажен. А острог делан тыном, дубовые бревна вверх дву сажени без лохти, а изнутри в остроге кругом забор в столбах дубовый, вверх сажень без лохти, а ширина меж острогу и забору полсажени засыпано землей. А вокон боевых из острогу в трех стенах 12 вокон, да в остроге три башни. Вокруг острога ров и вал земляной четыре метра. Башни шестиугольные высотой 10 метров. Средняя башня над въездными воротами четырехугольная, высотой 14 саженей. В ней семь боев (этажей), тридцать восемь бойниц, а наряду в ней пять пищалей затинных, да пищаль самопальная, да два воза колья дубового востреных на оба конца...
Здесь располагается осадный гарнизон численностью более 700 бойцов — пушкарей, стрельцов, пищальников, затинщиков, воротников, плюс значительное количество казаков. Епифань предназначалась для обороны пространства между двумя участками Большой засечной черты и стала одним из опорных пунктов против крымско-ногайских набегов на Русь. Найденные различные украшения и серебряные монеты свидетельствуют о том, что военные люди получали от государства жалованье.
Земли Епифанского уезда сильно пострадали в период Смутного времени. В 1613 году казачьим атаманом Иваном Заруцким, сторонником сына Лжедмитрия II и Марины Мнишек Ивана Ворёнка, лагерь которого стоял возле Епифани, вся ближайшая к городу округа была разграблена. В 1618 году уезд подвергся разграблению сторонником сына польского короля Владислава IV кошевым атаманом Запорожской Сечи гетманом Петром Конашевичем-Сагайдачным. Ввиду того, что данные земли лежали на Муравском шляхе, традиционном пути набегов крымских татар в центральные регионы Руси, Епифанская крепость находилась под постоянным ударом и регулярно вооружалась и обновлялась. За 1609, 1620—1622 годы в результате набегов уезд опустел и пришёл в запустение. Следующий опустошительный набег, нанёсший огромный ущерб хозяйству, пришёлся на 1657 год.

### Новое время

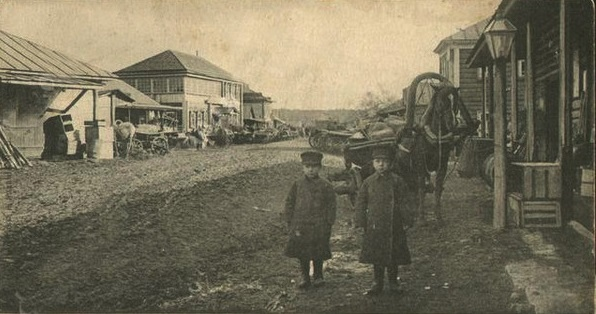
Посёлок при станции Епифань

В самом конце XVII века Пётр I предпринял попытку «стыковки» водных систем рек Волги и Дона, начав строительство Ивановского канала, трасса которого должна была пройти по территории Епифанского, Венёвского, Дедиловского и Тульского уездов, и соединить реку Шат (относящуюся к бассейну Волги) и углублённого Иван-озера с верховьями Дона. Строительство канала началось в 1702 году, и Пётр I несколько раз, в том числе зимой 1703 года, приезжал осмотреть выполняемые работы, о чём гласила памятная доска в селе Иваньково. Первые суда были спущены на Ивановском канале в 1707 году, а навигация длилась только в половодье. Из-за недостатка воды в остальное время года канал использовался недолго, по нему прошло около трёхсот судов, после чего в 1720 году работы на канале были прекращены.
По мере перемещения границы на юг Епифань постепенно утратила военно-стратегическое значение, став центром торговли. В 1777 году уезд был отнесён к Тульскому наместничеству, которое в 1796 году было преобразовано в Тульскую губернию. В 1858 году начались изыскательские работы для постройки Ряжско-Вяземской железной дороги, которая должна была проходить по территории Епифанского уезда. Открытие железнодорожной станции Епифань состоялось в 1874 году возле деревни Михайловка. Через Карачевский лес была построена новая шоссейная дорога, соединившая железнодорожную станцию с одноимённым городом. На станции стали селиться купцы и мастеровые, и рядом с ней вырос пристанционный посёлок Михайловский.

### Новейшее время
После Февральской революции власть в Епифанском уезде перешла к меньшевикам и эсерам, которые образовали временный исполнительный комитет, а на местах крестьяне избирали волостные комитеты, земства и советы. 19 ноября 1917 года на выборах в учредительное собрание победу одержали большевики. 7 декабря 1917 года в уезде была установлена советская власть. В 1918 году во всех 350 деревнях уезда были проведены выборы комитетов бедноты, учтены и изъяты продовольственные излишки, которые шли на снабжение Красной Армии и голодающих рабочих городов. В уезде активно проводились мобилизация в армию, шла борьба с дезертирами и организовывалось подавление кулацких мятежей. В ноябре 1918 года в результате крестьянского мятежа под руководством эсеров, вызванного произволом продотрядов и комбедов, была захвачена станция Епифань и разобраны шесть километров железной дороги. Мятежники также организовали жесткие расправы с непосредственными исполнителями продразверстки. Мятеж удалось подавить с помощью присланного из Тулы отряда Красной Армии.
В 1919 году отделом народного образования были организованы 20 сельских библиотек, три народных дома, три читальни, несколько школ грамотности для взрослых. В 1921 году в уезде появились 6 сельхозкоммун и 14 артелей, объединивших 2967 человек. Одновременно в ряде сёл, среди которых были Казановка, Карачево, Молоденки, Пронь и Отрада, появились 13 государственных хозяйств — совхозов.
20 июня 1924 года Епифанский уезд был упразднён, его территория отошла к Богородицкому уезду. В том же году организовался Карачевский район с центром в волостном селе Карачево. 29 ноября 1926 года центр Карачевского района Тульской губернии был перенесён в деревню Михайловка при станции Епифань, а сам район получил название Михайловский. В 1929 году в результате упразднения губерний район вошёл в состав Тульского округа Московской области. Центром района стал посёлок Михайловский при станции Епифань. В состав района вошли сельсоветы: Апарковский, Беломестный, Белоозерский, Березовский, Гранковский, Гремячевский, Карачевский, Кашинский, Краснопольский, Кудашевский, Лунинский, Ольховецкий, Осановский, Петро-Избищенский, Покровский, Пронский, Пусташевский, Реневский, Румянцевский, Савинский, Спасский и Хитровщинский.
В 1929 году, в период коллективизации, в посёлке Михайловский был образован колхоз, названный в честь 10-летия Коммунистического интернационала молодежи (КИМ), давший впоследствии название району. 23 июня 1930 года после ликвидации округов район попал в прямое подчинение Московской области и 31 августа был переименован в Кимовский район, чтобы не путать с Михайловским районом бывшего Рязанского округа. 26 сентября 1937 года район вошёл в состав вновь образованной Тульской области.

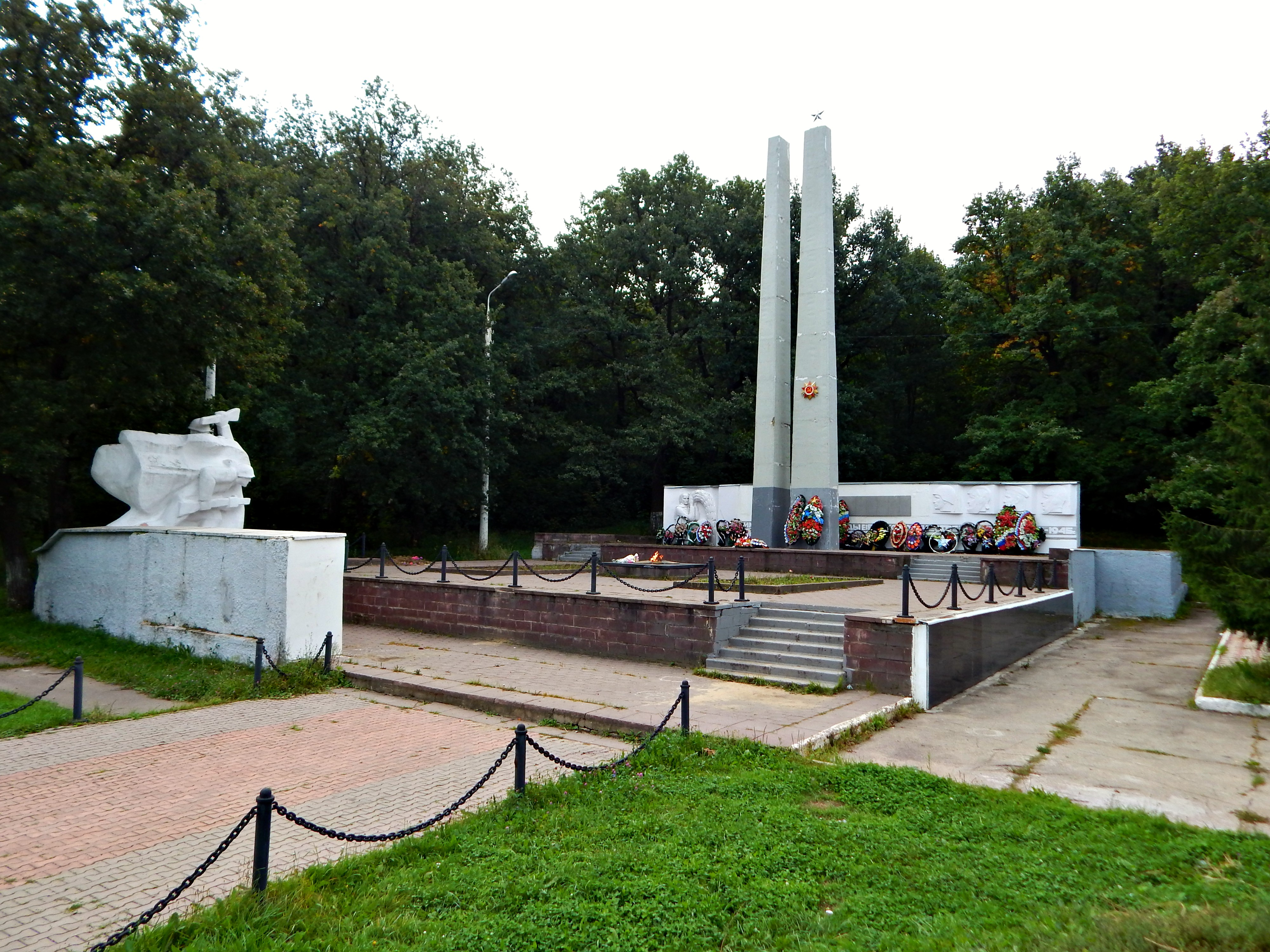
Братская могила советских воинов в Кимовске

Район значительно пострадал в годы Великой Отечественной войны. 20 ноября 1941 года немецкие войска заняли посёлок Епифань, а на следующий день — железнодорожную станцию Епифань и посёлок Михайловский. За 18 дней оккупации в районе было сожжено 44 школы, 333 общественные постройки и 3465 домов. 6 декабря 1941 года в началось наступление советских войск. Станция Епифань и посёлок Михайловка были освобождены войсками 10-й армии, 1086-м полком 323-й стрелковой дивизии, но ещё почти год железнодорожная станция была в досягаемости немецких самолётов, которые время от времени её бомбили. Всего за годы войны на фронт ушли 16 тысяч жителей Кимовского района, из которых погибли в бою, скончались от ран и болезней — 4374 человека, пропали без вести — 5350, погибли в плену — 125. При освобождении Кимовского района по официальным данным погибло 1189 человек. На территории района находятся 9 братских захоронений: в селах Гранки, Краснополье, Иваньково, Хитровщина, Львово, в деревне Ренево, в посёлке Епифань и городе Кимовске.
20 декабря 1942 года Кимовский район был возвращён в Московскую область. На тот момент он включал 22 сельсовета: Апарковский, Беломестный, Белоозерский, Березовский, Гранковский, Гремячевский, Карачевский, Кашинский, Краснопольский, Кудашевский, Лунинский, Ольховецкий, Осановский, Петро-Избищенский, Покровский, Пронский, Пусташевский, Реневский, Румянцевский, Савинский, Спасский и Хитровщинский. Указом Президиума Верховного Совета РСФСР от 23 марта 1946 года и Решением Мособлисполкома от 29 апреля того же года Беломестный, Березовский, Гремячевский, Лунинский, Ольховецкий, Осановский, Петро-Избищенский, Пусташевский, Савинский и Спасский с/с были переданы в новообразованный Гремячевский район. 11 сентября 1947 года в районе образован рабочий посёлок Кимовск.
В 1943 году близ посёлка Михайловский в селе Гранки на поле Реневского сельсовета (ныне территория сельскохозяйственного производственного кооператива «Новый путь») началось строительство угольных шахт. Постепенно начинают открываться шахты: в 1948 — шахта № 1 Гранковская, в 1949 — шахта № 2 Гранковская, в 1950 — шахта № 3 Гранковская, в 1951 — шахта № 5 Гранковская, в 1952 — шахта № 4 Гранковская, в 1954 — шахта № 6 Гранковская и шахта № 11 Гранковская. Позже было освоено Зубовское месторождение, где было пять шахт, и последними были построены шахты Новольвовского месторождения. Разработка бурого угля в недрах района и развитие сельского хозяйства открыли возможности для быстрого роста экономики района, превратив его за короткий срок в крупный индустриально-аграрный центр.
23 июня 1948 года посёлок Михайловский при станции Епифань Кимовского района была отнесена к категории рабочих посёлков и получил название рабочий посёлок Кимовск. 25 января 1952 года посёлок Кимовский получил статус города районного подчинения. 17 апреля 1954 года в районе образован рабочий посёлок Новольвовск. 27 марта 1957 года Кимовский район был возвращён в состав Тульской области. 28 февраля 1958 года город Кимовск получил статус города областного подчинения и был выведен из состава Кимовского района. 1 августа в состав района вошла часть территории упраздненного Епифанского района (Барановский, Бучальский, Кораблинский, Милославский, Моденовский, Рождественский, Софьинский, Сухановский, Тобольский, Хованский сельсоветы, Епифанский, Казановский поссоветы). В 1958 году был открыт Кимовский угольный разрез, ставший первым в Подмосковном угольном бассейне, где была налажена добыча угля открытым способом.
С 1963 по 1965 год район был упразднен, его территория разделена между Богородицким и Новомосковским районами. В начале 1960-х годов в связи с выработкой и закрытием некоторых шахт Кимовского района для трудоустройства освобождающегося с этих предприятий населения и для разрешения перспектив развития города и района районные власти направили ходатайство в ЦК КПСС и Совет Министров СССР о строительстве в городе Кимовске промышленного предприятия. В итоге в городе появился Кимовский радиоэлектромеханический завод (КРЭМЗ), который впоследствии стал градообразующим предприятием В конце 1960-х годов началась газификация района.
К ноябрю 1997 года все угольные шахты в районе были закрыты: некоторые из них выработались, а другие посчитали нерентабельными. В 2009 году разработка Кимовского угольного разреза была остановлена, и добыча угля в Тульской области полностью прекратилась.
В 2005 году в соответствии с Законом Тульской области № 547 было образовано муниципальное образование Кимовский район.

## Население
| 1959    | 1970    | 1979    | 1989    | 2002    | 2009    | 2010    | 2011    | 2012    |
| ------- | ------- | ------- | ------- | ------- | ------- | ------- | ------- | ------- |
| 53 536  | ↘35 451 | ↘26 478 | ↘20 480 | ↘17 116 | ↗43 081 | ↘42 853 | ↘42 706 | ↘41 777 |
| 2013    | 2014    | 2015    | 2016    | 2017    | 2018    | 2019    | 2020    | 2021    |
| ↘41 001 | ↘40 321 | ↘39 446 | ↘38 825 | ↘38 270 | ↘37 824 | ↘37 332 | ↘37 001 | ↗39 294 |

### Урбанизация
Городское население (город Кимовск) составляет 67,38 % от всего населения района.

### Национальный состав
По итогам переписи населения 2020 года проживали следующие национальности (национальности менее 0,1 % и другое см. в сноске к строке «Другие»):
| Национальность | Численность, чел. | Доля     |
| -------------- | ----------------- | -------- |
| Русские        | 35 377            | 90,03 %  |
| Езиды          | 511               | 1,30 %   |
| Армяне         | 425               | 1,08 %   |
| Татары         | 209               | 0,53 %   |
| Узбеки         | 208               | 0,53 %   |
| Украинцы       | 194               | 0,49 %   |
| Таджики        | 168               | 0,43 %   |
| Азербайджанцы  | 151               | 0,38 %   |
| Киргизы        | 86                | 0,22 %   |
| Грузины        | 40                | 0,10 %   |
| Другие         | 1925              | 4,91 %   |
| Итого          | 39 294            | 100,00 % |

## Территориальное деление
Административно-территориальное устройство
Кимовский район в рамках административно-территориального устройства включает 1 город районного подчинения и 19 сельских округов:
| №     | Административно-территориальная единица | Код ОКАТО  | Население 2002 (чел.) | Соответствие сельскому поселению |
| ----- | --------------------------------------- | ---------- | --------------------- | -------------------------------- |
| 1e-06 | Город районного подчинения:             |            |                       |                                  |
| 2e-06 | Кимовск                                 | 70 226 501 |                       |                                  |
| 3e-06 | Сельские округа:                        |            |                       |                                  |
| 1     | Александровский сельский округ          | 70 226 804 | 397                   | СП Епифанское                    |
| 2     | Барановский сельский округ              | 70 226 808 | 255                   | СП Епифанское                    |
| 3     | Бучальский сельский округ               | 70 226 812 | 893                   | СП Епифанское                    |
| 4     | Зубовский сельский округ                | 70 226 816 | 720                   | СП Новольвовское                 |
| 5     | Казановский сельский округ              | 70 226 818 | 804                   | СП Епифанское                    |
| 6     | Кораблинский сельский округ             | 70 226 820 | 3094                  | СП Епифанское                    |
| 7     | Краснопольский сельский округ           | 70 226 824 | 742                   | СП Новольвовское                 |
| 8     | Кудашевский сельский округ              | 70 226 828 | 437                   | СП Новольвовское                 |
| 9     | Львовский сельский округ                | 70 226 832 | 772                   | СП Новольвовское                 |
| 10    | Милославский сельский округ             | 70 226 836 | 816                   | СП Епифанское                    |
| 11    | Молоденский сельский округ              | 70 226 840 | 935                   | СП Епифанское                    |
| 12    | Муравлянский сельский округ             | 70 226 844 | 399                   | СП Епифанское                    |
| 13    | Покровский сельский округ               | 70 226 848 | 657                   | СП Новольвовское                 |
| 14    | Пронский сельский округ                 | 70 226 852 | 1615                  | СП Новольвовское                 |
| 15    | Рождественский сельский округ           | 70 226 860 | 732                   | СП Епифанское                    |
| 16    | Румянцевский сельский округ             | 70 226 864 | 406                   | СП Новольвовское                 |
| 17    | Табольский сельский округ               | 70 226 872 | 505                   | СП Новольвовское                 |
| 18    | Устьинский сельский округ               | 70 226 876 | 266                   | СП Епифанское                    |
| 19    | Хитровщинский сельский округ            | 70 226 880 | 2671                  | СП Новольвовское                 |

Муниципальное устройство
В муниципальный район, в рамках организации местного самоуправления, входят 3 муниципальных образования, в том числе одно городское и два сельских поселения:
| №        | Муниципальное образование | Административный центр | Количество населённых пунктов | Население | Площадь, км2 |
| -------- | ------------------------- | ---------------------- | ----------------------------- | --------- | ------------ |
| 1e-06    | Городское поселение:      |                        |                               |           |              |
| 1        | город Кимовск             | город Кимовск          | 1                             | ↗26 475   | 17,28        |
| 1.000002 | Сельские поселения:       |                        |                               |           |              |
| 2        | Епифанское                | посёлок Епифань        | 86                            | ↗6154     | 641,82       |
| 3        | Новольвовское             | посёлок Новольвовск    | 64                            | ↗6665     | 452,00       |

В 2006 году в муниципальном районе были созданы 3 городских и 6 сельских поселений. В 2011 году были объединены сельское поселение Кораблинское и городское поселение рабочий посёлок Епифань в новое сельское поселение Епифанское; также были объединены сельское поселение Львовское и городское поселение рабочий посёлок Новольвовск в новое сельское поселение Новольвовское. В 2013 году были упразднены сельские поселения Бучальское (включено в Епифанское), а также Кудашевское, Новольвовское и Пронское (включены в Новольвовское).

## Населённые пункты
В Кимовском районе один город и 150 сельских населённых пунктов.
| №   | Населённый пункт     | Тип             | Население (чел.) | Муниципальное образование | Сельский округ  |
| --- | -------------------- | --------------- | ---------------- | ------------------------- | --------------- |
| 1   | Кимовск              | город           | ↗26 475          | город Кимовск             |                 |
| 2   | Аджамки              | деревня         | 5                | Новольвовское             | Покровский      |
| 3   | Александровка        | деревня         | 10               | Епифанское                | Александровский |
| 4   | Александровка        | деревня         | ↘77              | Новольвовское             | Зубовский       |
| 5   | Алексеевка           | деревня         | 10               | Епифанское                | Бучальский      |
| 6   | Алексеевка           | деревня         | ↗133             | Новольвовское             | Зубовский       |
| 7   | Алешино              | деревня         | 48               | Епифанское                | Рождественский  |
| 8   | Андреевка            | деревня         | 29               | Новольвовское             | Румянцевский    |
| 9   | Апарки               | деревня         | 16               | Новольвовское             | Румянцевский    |
| 10  | Апарки               | посёлок         | ↘212             | Новольвовское             | Румянцевский    |
| 11  | Барановка            | деревня         | ↘123             | Епифанское                | Барановский     |
| 12  | Барановские Выселки  | деревня         | 2                | Епифанское                | Барановский     |
| 13  | Барма                | деревня         | 4                | Новольвовское             | Львовский       |
| 14  | Бахтино-Фомино       | деревня         | 13               | Епифанское                | Кораблинский    |
| 15  | Бегичево             | деревня         | 5                | Епифанское                | Кораблинский    |
| 16  | Белоозеро            | деревня         | ↘71              | Новольвовское             | Краснопольский  |
| 17  | Берёзовка            | деревня         | 27               | Новольвовское             | Табольский      |
| 18  | Благовещенский       | посёлок         | 13               | Новольвовское             | Румянцевский    |
| 19  | Богдановка           | деревня         | 0                | Епифанское                | Кораблинский    |
| 20  | Бугровка-Ключевая    | деревня         | 7                | Епифанское                | Александровский |
| 21  | Бутыровка            | деревня         | 25               | Епифанское                | Молоденский     |
| 22  | Бучалки              | посёлок         | 26               | Епифанское                | Александровский |
| 23  | Бучалки              | село            | ↘292             | Епифанское                | Бучальский      |
| 24  | Веселый Луг          | посёлок         | 11               | Новольвовское             | Хитровщинский   |
| 25  | Вишневая             | деревня         | ↘284             | Епифанское                | Милославский    |
| 26  | Владимировка         | деревня         | 0                | Епифанское                | Александровский |
| 27  | Возрождение          | посёлок         | 4                | Новольвовское             | Львовский       |
| 28  | Восход               | деревня         | 15               | Епифанское                | Муравлянский    |
| 29  | Выглядовка           | деревня         | 12               | Епифанское                | Кораблинский    |
| 30  | Галицкое             | деревня         | 12               | Новольвовское             | Хитровщинский   |
| 31  | Горки                | деревня         | 9                | Епифанское                | Муравлянский    |
| 32  | Горки                | деревня         | 0                | Новольвовское             | Табольский      |
| 33  | Гранки               | село            | ↘168             | Новольвовское             | Пронский        |
| 34  | Донской              | посёлок         | 17               | Епифанское                | Милославский    |
| 35  | Дружба               | посёлок         | 0                | Новольвовское             | Пронский        |
| 36  | Дружное              | деревня         | 5                | Новольвовское             | Табольский      |
| 37  | Дудкино              | деревня         | 74               | Новольвовское             | Пронский        |
| 38  | Дурасово             | деревня         | 28               | Новольвовское             | Краснопольский  |
| 39  | Епифань              | посёлок         | ↗2237            | Епифанское                | Кораблинский    |
| 40  | Журишки              | деревня         | 19               | Епифанское                | Бучальский      |
| 41  | Заводской            | посёлок         | 37               | Епифанское                | Бучальский      |
| 42  | Задонщино            | деревня         | 8                | Епифанское                | Милославский    |
| 43  | Задонщино            | деревня         | 62               | Епифанское                | Муравлянский    |
| 44  | Зиновка              | деревня         | 21               | Новольвовское             | Табольский      |
| 45  | Знаменье             | деревня         | 19               | Епифанское                | Рождественский  |
| 46  | Зубовка              | деревня         | ↘243             | Новольвовское             | Зубовский       |
| 47  | Ивановка             | деревня         | 24               | Епифанское                | Барановский     |
| 48  | Ивановка             | деревня         | 2                | Новольвовское             | Зубовский       |
| 49  | Ивановка-Селезневка  | деревня         | 6                | Епифанское                | Александровский |
| 50  | Ивановское           | село            | 23               | Новольвовское             | Покровский      |
| 51  | Иваньково            | село            | ↘212             | Новольвовское             | Пронский        |
| 52  | Исаковка             | деревня         | 64               | Епифанское                | Бучальский      |
| 53  | Исаковские Выселки   | деревня         | 10               | Епифанское                | Бучальский      |
| 54  | Казановка            | деревня         | 24               | Епифанское                | Кораблинский    |
| 55  | Казановка            | посёлок         | ↘643             | Епифанское                | Казановский     |
| 56  | Калиновка            | посёлок         | 6                | Новольвовское             | Львовский       |
| 57  | Каменка              | деревня         | 31               | Новольвовское             | Краснопольский  |
| 58  | Карачево             | село            | ↘155             | Новольвовское             | Покровский      |
| 59  | Каркадиново          | село            | 1                | Новольвовское             | Пронский        |
| 60  | Кашино               | деревня         | ↗142             | Новольвовское             | Хитровщинский   |
| 61  | Ковалевка            | деревня         | ↘77              | Новольвовское             | Львовский       |
| 62  | Колесовка            | деревня         | 2                | Епифанское                | Молоденский     |
| 63  | Колычевка            | деревня         | 19               | Епифанское                | Молоденский     |
| 64  | Комиссаровка         | деревня         | 2                | Епифанское                | Кораблинский    |
| 65  | Кораблино            | деревня         | ↗128             | Епифанское                | Кораблинский    |
| 66  | Красное              | деревня         | 30               | Епифанское                | Бучальский      |
| 67  | Краснополье          | село            | ↘340             | Новольвовское             | Краснопольский  |
| 68  | Красный Осетрик      | деревня         | 10               | Епифанское                | Кораблинский    |
| 69  | Кривозерье           | деревня         | 17               | Новольвовское             | Кудашевский     |
| 70  | Кривой Куст          | деревня         | 5                | Новольвовское             | Покровский      |
| 71  | Кропотово            | деревня         | ↘270             | Новольвовское             | Покровский      |
| 72  | Крутое               | деревня         | 50               | Епифанское                | Пронский        |
| 73  | Крутое               | деревня         | 37               | Новольвовское             | Рождественский  |
| 74  | Крюково              | деревня         | 1                | Епифанское                | Устьинский      |
| 75  | Кудашево             | деревня         | ↘274             | Новольвовское             | Кудашевский     |
| 76  | Куликовка            | село            | ↘106             | Епифанское                | Устьинский      |
| 77  | Куриловка            | деревня         | 7                | Епифанское                | Молоденский     |
| 78  | Липовка              | деревня         | 34               | Епифанское                | Кораблинский    |
| 79  | Лопухиновка          | деревня         | 27               | Новольвовское             | Львовский       |
| 80  | Луговое              | село            | ↘160             | Епифанское                | Рождественский  |
| 81  | Лупишки              | деревня         | 20               | Епифанское                | Рождественский  |
| 82  | Львово               | деревня         | ↘519             | Новольвовское             | Львовский       |
| 83  | Львово               | посёлок станции | 2                | Новольвовское             | Хитровщинский   |
| 84  | Львовский            | посёлок         | ↘54              | Новольвовское             | Хитровщинский   |
| 85  | Марчуги              | деревня         | 0                | Новольвовское             | Львовский       |
| 86  | Марьинка             | деревня         | 24               | Епифанское                | Молоденский     |
| 87  | Машково              | деревня         | ↘57              | Новольвовское             | Кудашевский     |
| 88  | Метеневка            | деревня         | 14               | Епифанское                | Кораблинский    |
| 89  | Милославщино         | деревня         | ↗107             | Епифанское                | Милославский    |
| 90  | Михайловка           | деревня         | 15               | Епифанское                | Барановский     |
| 91  | Михайловские Выселки | деревня         | 5                | Новольвовское             | Табольский      |
| 92  | Михайловский         | посёлок         | 22               | Новольвовское             | Хитровщинский   |
| 93  | Молоденки            | село            | ↘126             | Епифанское                | Молоденский     |
| 94  | Молчаново            | деревня         | ↘187             | Епифанское                | Рождественский  |
| 95  | Монастырщино         | село            | ↗199             | Епифанское                | Милославский    |
| 96  | Муравлянка           | деревня         | ↘290             | Епифанское                | Молоденский     |
| 97  | Муравлянка           | село            | ↘187             | Епифанское                | Муравлянский    |
| 98  | Мызовка              | деревня         | 29               | Епифанское                | Милославский    |
| 99  | Николаевка           | деревня         | 13               | Епифанское                | Кораблинский    |
| 100 | Новая Жизнь          | посёлок         | 18               | Новольвовское             | Зубовский       |
| 101 | Новольвовск          | посёлок         | ↗1731            | Новольвовское             | Хитровщинский   |
| 102 | Новоселки            | деревня         | ↘73              | Новольвовское             | Пронский        |
| 103 | Новоспасское         | деревня         | 39               | Новольвовское             | Львовский       |
| 104 | Овчаровка            | деревня         | 5                | Епифанское                | Кораблинский    |
| 105 | Огарево              | деревня         | 22               | Епифанское                | Молоденский     |
| 106 | Ольховец             | деревня         | 29               | Епифанское                | Молоденский     |
| 107 | Остапово             | деревня         | 6                | Епифанское                | Кораблинский    |
| 108 | Отделение Румянцево  | посёлок         | 0                | Новольвовское             | Зубовский       |
| 109 | Отрада               | посёлок         | ↗99              | Епифанское                | Кораблинский    |
| 110 | Павловка             | деревня         | 58               | Епифанское                | Бучальский      |
| 111 | Петровское           | деревня         | 6                | Новольвовское             | Львовский       |
| 112 | Писарево             | деревня         | 3                | Новольвовское             | Табольский      |
| 113 | Покровка             | деревня         | ↗117             | Епифанское                | Кораблинский    |
| 114 | Покровское           | село            | 19               | Новольвовское             | Покровский      |
| 115 | Полевой              | посёлок         | 9                | Новольвовское             | Краснопольский  |
| 116 | Полунино             | деревня         | 9                | Епифанское                | Кораблинский    |
| 117 | Прилипки             | деревня         | 23               | Епифанское                | Устьинский      |
| 118 | Приозерный           | посёлок         | 27               | Епифанское                | Рождественский  |
| 119 | Пронь                | посёлок         | ↗815             | Новольвовское             | Пронский        |
| 120 | Прощеное             | деревня         | 14               | Епифанское                | Бучальский      |
| 121 | Прощеное             | деревня         | 25               | Новольвовское             | Краснопольский  |
| 122 | Рассекино            | деревня         | 18               | Епифанское                | Александровский |
| 123 | Ренево               | деревня         | 23               | Новольвовское             | Краснопольский  |
| 124 | Рогозинки            | деревня         | 1                | Епифанское                | Кораблинский    |
| 125 | Рождествено          | село            | ↘150             | Епифанское                | Рождественский  |
| 126 | Румянцево            | деревня         | 35               | Новольвовское             | Румянцевский    |
| 127 | Саломатовка          | деревня         | 19               | Епифанское                | Барановский     |
| 128 | Самочевка            | деревня         | 71               | Новольвовское             | Пронский        |
| 129 | Себино               | село            | 41               | Епифанское                | Бучальский      |
| 130 | Совхозный            | посёлок         | 75               | Епифанское                | Молоденский     |
| 131 | Соколовка            | деревня         | 8                | Новольвовское             | Румянцевский    |
| 132 | Софьинка             | деревня         | 50               | Епифанское                | Кораблинский    |
| 133 | Старая Гать          | деревня         | 40               | Епифанское                | Муравлянский    |
| 134 | Судаково             | деревня         | 0                | Епифанское                | Бучальский      |
| 135 | Суханово             | село            | ↘196             | Епифанское                | Бучальский      |
| 136 | Таболо               | село            | ↘225             | Новольвовское             | Табольский      |
| 137 | Татинки              | деревня         | 7                | Епифанское                | Милославский    |
| 138 | Урусово              | деревня         | ↘151             | Новольвовское             | Зубовский       |
| 139 | Устье                | деревня         | ↘48              | Епифанское                | Устьинский      |
| 140 | Федоровка            | деревня         | 0                | Епифанское                | Кораблинский    |
| 141 | Федосовка            | деревня         | →104             | Епифанское                | Кораблинский    |
| 142 | Хвощинка             | деревня         | 2                | Епифанское                | Муравлянский    |
| 143 | Хитровщина           | село            | ↘342             | Новольвовское             | Хитровщинский   |
| 144 | Хованщина            | село            | ↘48              | Епифанское                | Молоденский     |
| 145 | Хомутовка            | деревня         | 33               | Новольвовское             | Покровский      |
| 146 | Чебыши               | деревня         | 34               | Епифанское                | Милославский    |
| 147 | Черемухово           | село            | ↘206             | Епифанское                | Александровский |
| 148 | Шаталовка            | деревня         | 10               | Епифанское                | Молоденский     |
| 149 | Шахтерский           | посёлок         | 0                | Новольвовское             | Зубовский       |
| 150 | Шевырево             | деревня         | 42               | Епифанское                | Кораблинский    |
| 151 | Щепино               | деревня         | 0                | Епифанское                | Устьинский      |

Ряд населённых пунктов на территории района ранее были посёлками городского типа (рабочими посёлками): Казановка в 1938—2005 годы, Епифань в 1938—2011 годы, Новольвовск в 1954—2011 годы.

## Местное самоуправление
Собрание представителей муниципального образования формируется из глав поселений, входящих в состав муниципального образования, и из депутатов Собраний депутатов указанных поселений, избираемых Собраниями депутатов поселений из своего состава в соответствии с равной, независимо от численности населения поселения нормой представительства, которая составляет четыре депутата от каждого поселения. Дата проведения выборов действующего состава представительного органа и срок его полномочий: сентябрь 2018 года, срок полномочий — 5 лет.
Число депутатов Собрания представителей муниципального образования Кимовский район составляет 15 человек. С 7 февраля 2020 на должность главы администрации по результатам конкурса сроком на 5 лет назначен Евгений Владимирович Захаров.
Официальное печатное издание для опубликования правовых актов органов местного самоуправления: общественно-политическая газета «Районные будни. Кимовский район».
Главы муниципального образования
- Василий Александрович Моторин

Глава администрации
- Сергей Юрьевич Чернов
- с 2023 года — Евгений Валентинович Суханов[59]

## Официальная символика
За основу герба муниципального образования — город Кимовск и Кимовский район был взят исторический герб посёлка Епифань, утвержденный 8 марта 1778 года, подлинное описание которого гласит: 

Щитъ, поле серебряное с черною внизу землею, изъ которой вырастают три былины конопляныя, показуя, что окружности сего города, между прочими произведенiями, изобилуютъ въ конопляхъ.
На гербе изображены три зелёные растения, наложенные на четыре разноцветных сектора: вверху — в виде красных лучей восходящего солнца, по сторонам — в виде серебряных полей — чистоты и духовности, внизу — чёрной горы (террикона) собранные вместе, символизируют единство Кимовского района. Герб утвержден решением Муниципального совета муниципального образования город Кимовск и Кимовский район от 23 мая 2002 года, и внесен в Государственный геральдический регистр Российской Федерации с присвоением регистрационного номера 970, на основании решения Геральдического совета при Президенте России от 3 июня 2002 года.
Флаг муниципального образования Кимовский район представляет собой прямоугольное полотнище с отношением ширины к длине 2:3, разделенное на равные по площади четыре части: красную (вверху), белые (по сторонам) и чёрную (внизу); поверх границ частей воспроизведены со смещением к вертикально оси полотнища три зеленых, с желтыми цветками, стебля конопли. Флаг разработан на базе герба муниципального образования Кимовский район.

## Экономика

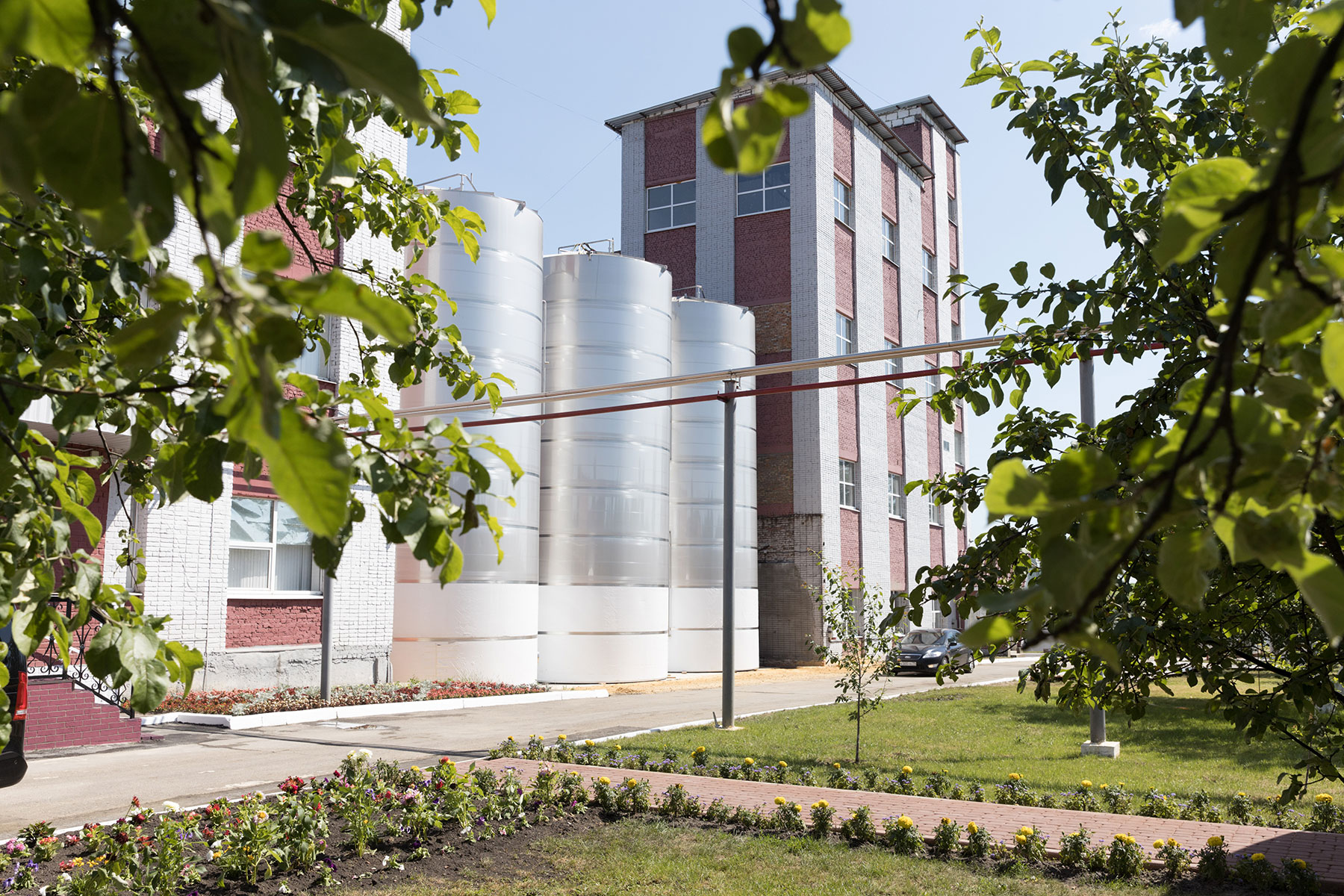
ООО «Тульский винокуренный завод 1911» в посёлке Пронь

Экономика района представлена различными предприятиями, большинство из которых находятся в Кимовске. 8 августа 2019 года распоряжением правительства Российской Федерации город Кимовск получил статус монопрофильного муниципального образования России (моногород), благодаря чему городу стали доступны налоговые льготы для бизнеса, меры поддержки Фонда развития моногородов и других институтов развития, а также федеральных ведомств.
Основными видами промышленного производства являются машиностроение (включая оборонный комплекс), производство пищевых продуктов, текстильное и швейное производство, радиоэлектроника. На территории Кимовского района осуществляют деятельность свыше 20 промышленных организаций, наиболее крупными из которых являются: АО Кимовский радиоэлектромеханический завод (производитель и поставщик спектра изделий автоматизированных систем управления), ООО «Профессиональная спецодежда» (пошив профессиональной спецодежды для работников нефтяной и газовой промышленности), Кимовский завод металлоизделий (обработка металлоизделий), АО «Кимовская машиностроительная компания» (производство и реализация различных типов антенных систем и иной машиностроительной продукции), филиал ООО «Александер Электрик источники электропитания» (производство модулей питания, модулей защиты и фильтрации, дросселей фильтрации специального и промышленного назначения, а также моточных изделий для них), ООО «Тульский винокуренный завод 1911» (производстве водочной продукции) и ЗАО «Кимовский хлебокомбинат» (производство хлебобулочных и кондитерских изделий).
На территории Кимовского района расположен рыбхоз, находящийся на Кимовском водохранилище, который специализируется на разведении зеркального карпа. В 2022 году объём отгруженной продукции собственного производства организациями района составил 10,3 млрд рублей, что выше уровня 2021 года на 148 %.
Размер среднемесячной номинальной начисленной заработной платы работников крупных и средних предприятий и некоммерческих организаций в 2022 году по Кимовскому району составляет 41210,5 рублей.

### Малое и среднее предпринимательство
В сфере малого и среднего предпринимательства в 2022 году осуществляли деятельность 2 средних предприятия, 175 малых предприятий, 863 индивидуальных предпринимателя и 900 самозанятых граждан, зафиксировавших свой статус и применяющих специальный налоговый режим «Налог на профессиональный доход». Оборот розничной торговли за 2022 год составил свыше 4126,45 млн рублей, темп роста к уровню 2021 года 106,84 %.
Средняя заработная плата работников в сфере малого и среднего предпринимательства за 2022 год составила 35148,1 руб.

### Сельское хозяйство
На территории района осуществляют производственную деятельность 10 сельскохозяйственных организаций, 48 крестьянско-фермерских хозяйств и 2 сельскохозяйственных потребительских кооператива.
В 2022 году площадь обрабатываемой пашни составила более 66 тысяч гектар. Валовой сбор зерновых и зернобобовых культур в 2022 году составил 152,3 тысяч тонн при урожайности 45 центнеров с одного гектара, что стало наивысшим уровнем урожайности за последние 10 лет. Валовой сбор рапса составил 17,7 тысяч тонн при урожайности 22,8 центнеров с одного гектара. В 2022 году в Кимовском районе было произведено 1639 тонн молока, 539 тонн скота и птицы на убой в живом весе, 435 тыс. штук перепелиных яиц. Сельскохозяйственными организациями было реализовано продукции на сумму 2225 млн рублей.
По итогам 2022 году средняя заработная плата работников в сфере сельского хозяйства составила 43939 рублей.

### Инвестиции
За отчетный год объём инвестиций в основной капитал за счет всех источников финансирования составил 958,3 млн рублей (60,2 % к уровню 2021 года), которые были направлены на вложения в здания и сооружения, расходы на улучшение земель, приобретение машин и оборудования, а также привлечением инвестиций промышленных предприятий и реализацией инвестиционных проектов организациями сельского хозяйства. По источникам финансирования наибольший удельный вес занимают привлеченные средства, около 60 % или 569 млн рублей, из них бюджетные средства составили 56 % или 540 млн руб. Собственные средства в структуре инвестиций занимают более 40 % или 389 млн руб.

## Транспорт

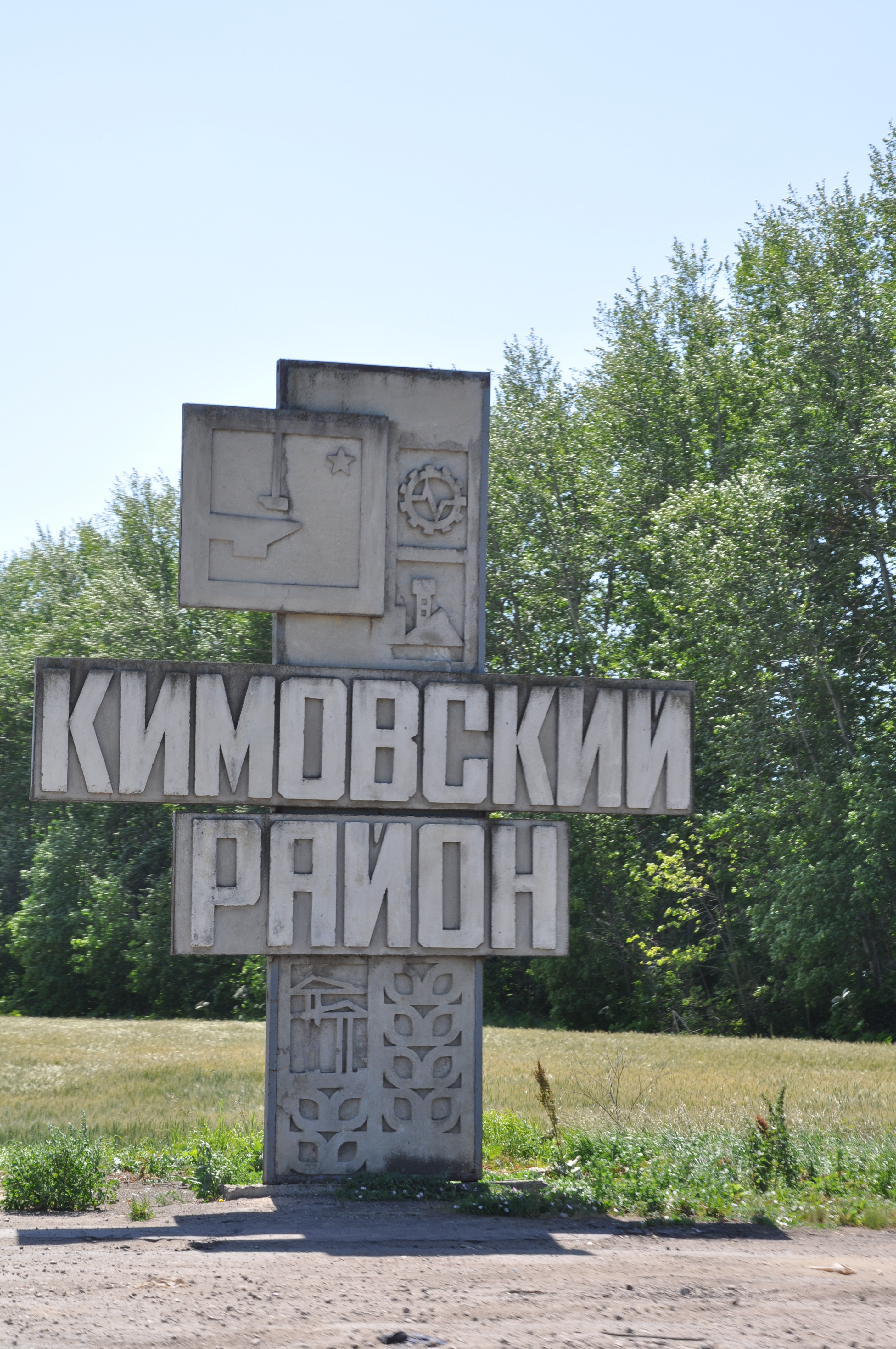
Стела на трассе Р-114

Автомобильные дороги общего пользования, расположенные на территории Кимовского района, подразделяются на дороги регионального или межмуниципального значения, местного значения муниципального района и местного значения поселений (населенных пунктов). Автомобильные дороги связывают районный центр с областным центром и со всеми сопредельными регионами. Протяженность автомобильных дорог Кимовского района составляет 771,134 км, из них: регионального или межмуниципального значения — 230 км, местного значения поселений (населенных пунктов) — 291,1 км, местного значения муниципального района − 249,6 км. Протяженность дорог с твердым покрытием составляет — 398,9 км, грунтовых дорог — 231,2 км.
Через район проходит железнодорожная магистраль «Тула—Ряжск», автомобильные дороги Р-114, Р-145 и прочие местного значения связывают Кимовск с другими районами Тульской области и соседними районами Рязанской области. В 2022 году доля протяженности автомобильных дорог, не отвечающих нормативным требованиям, в общей протяженности автодорог общего пользования местного значения составила 30,8 %. Доля населения, проживающего в населенных пунктах, не имеющих регулярного автобусного или ж/д сообщения с административным центром муниципального района, в общей численности населения составляет 2 %.
Через Кимовский район проходит газопровод Ямбург-Ужгород.
Проблема опасности дорожного движения в Кимовском районе, связанная с автомобильным транспортом, в последнее десятилетие приобрела особую остроту, в связи с несоответствием дорожно-транспортной инфраструктуры потребностям в безопасном дорожном движении, недостаточной эффективностью функционирования системы обеспечения безопасности дорожного движения и крайне низкой дисциплиной участников дорожного движения. Основными видами ДТП являются автомобильные наезды на пешеходов и препятствия, опрокидывания транспортных средств. Более 80 % всех ДТП связаны с нарушениями правил дорожного движения. Более трети всех происшествий связаны с неправильным выбором скорости движения. Большое количество дорожно-транспортных происшествий совершают водители, находившимися в состоянии опьянения, не имеющими права на управление транспортным средством.

## Жилищно-коммунальное хозяйство

### Жилищный фонд
Жилищный фонд Кимовского района на 2018 год составлял 9350 жилых дома, из них 1109 муниципальный жилищный фонд. 72 многоквартирных дома являлись аварийными жилыми домами. Наличие большого количества ветхого и аварийного жилья — одна из наиболее острых проблем Кимовского района. Износ коммунальной инфраструктуры муниципального района составлял более 68 %. Основная причина этого — поспешное закрытие Подмосковного угольного бассейна. Срок службы временного жилья, предусмотренный стандартами — 15-20 лет, однако фактический период их эксплуатации в районе превышен в 4 раза. В рамках муниципальной программы по обеспечению жильём населения Кимовского района в период с 2013 по 2021 год было построено 35 домов, 2115 семей получили квартиры, расселено более 99,5 тысяч м². аварийного жилищного фонда. По состоянию на 1 января 2023 года на учёте нуждающихся в жилых помещениях, предоставляемых по договорам социального найма, состоят 685 человек.
На территории Кимовского района осуществляют свою деятельность следующие управляющие, и ресурсоснабжающие организации: ООО «Жилсистема», ООО «Жилстрой», ООО «Гранит», ООО УК «Светлый город», ООО «ЭнергоГазИнвест-Тула», ООО «Ресурс», ООО «Стоки» и ООО «СВКХ-Сервис».

### Газификация
По состоянию на начало 2018 уровень газификации населенных пунктов Кимовского района природным газом составляет 80 % процентов. Кимовский район по данному показателю занимает 13-е место среди муниципальных образований в Тульской области. На территории района источниками газоснабжения являются 2 газораспределительные станции. Ресурсоснабжающей организацией, осуществляющей поставку природного газа потребителям Кимовского района, является ООО «Газпром межрегионгаз Тула». Газораспределительными организациями, осуществляющими транспортировку природного газа потребителям Кимовского района, являются акционерное общество «Газпром газораспределение Тула», акционерное общество «Тулагоргаз».

### Водоснабжение
Неудовлетворительное состояние систем водоснабжения, водоотведения и очистки сточных вод обусловлено высокой степенью износа инженерных сетей — от 60 % до 85 %. Вследствие низких капитальных вложений инфраструктура, связанная с водоснабжением, водоотведением, очисткой сточных вод, теплоснабжения стремительно изнашивается, что приводит к перерывам в поставках воды и тепла, то есть к снижению качества оказываемых услуг. Неудовлетворительное состояние систем водоснабжения, водоотведения и очистки сточных вод вызвано недостаточным финансированием отрасли.
Централизованное питьевое водоснабжение в Кимовском районе осуществляется полностью из подземных источников. Подземные водоносные горизонты на территории района характеризуются повышенным содержанием железа и высокой минерализацией. Из-за природного состава подземных вод, используемых для питьевого водоснабжения, и отсутствия станций водоподготовки качество питьевой воды не соответствует гигиеническим нормативам по химическим и органолептическим показателям.

### Теплоснабжение
Объекты жилищно-коммунального хозяйства и социальной сферы обеспечиваются теплом от 18 источников теплоснабжения. Средний износ объектов теплоснабжения составляет 42,0 процента. Протяженность тепловых сетей, требующих замены, от общего количества тепловых сетей составляет 30 %.

## Образование
В муниципальной системе образования Кимовского района функционирует 36 образовательных учреждений, из них: 21 школа, 13 садов и 2 учреждения дополнительного образования детей. В районе создана и развивается вариативная и многофункциональная сеть образовательных учреждений, реализующих основную общеобразовательную программу дошкольного образования: детские сады общеразвивающего, комбинированного и компенсирующего видов. В районе нет школ, работающих в 2 смены. Организован подвоз детей к местам обучения в сельской местности. На базах общеобразовательных организаций создано 8 центров цифрового и гуманитарного профилей.

## Спорт
В настоящее время в Кимовском районе реализуется муниципальная программа «Развитие физической культуры и спорта в муниципальном образовании Кимовский район на 2023—2025 годы», в ходе которой отремонтированы и обустроены ряд спортивных сооружений, площадок и спортивных залов. С 2020 по 2022 год численность населения Кимовского района, регулярно занимающегося физической культурой и спортом, возросла на 2 %. Количество детей и подростков, занимающихся в детско-юношеской спортивной школе, клубах физической подготовки, МУ «Стадион», МКУ "СОЦ «Богатырь» составляет 655 человек. По результатам 2022 года знаки отличия комплекса «ГТО» получили 336 человек разных возрастных категорий из них получили золото 172 человека.

## Культура

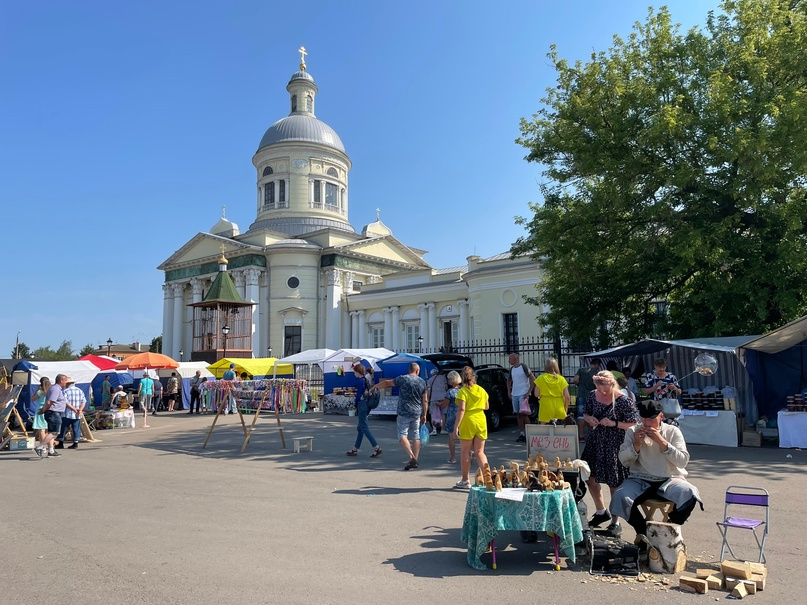
Епифанская ярмарка

В сфере культуры свою деятельность осуществляют два муниципальных учреждения. Муниципальное казённое учреждение культуры «Передвижной Центр культуры и досуга» является организатором и участником всех культурно-массовых мероприятий города Кимовска и Кимовского района, среди которых Епифанская ярмарка. Она проходит в канун Медового Спаса на главной площади Епифани, и включает в себя выставку-продажу изделий декоративно-прикладного искусства, ярмарку мёда, мастер-классы народных мастеров, забавы в старинных купеческих и казачьих традициях. Особое место на Епифанской ярмарке отводится казачьим традициям. Главной целью проведения Епифанской ярмарки является знакомство гостей с местными народными промыслами, их продажа, налаживание торговых отношений.
В структуру Передвижного Центра культуры и досуга также входят два автоклуба, клуб микрорайона Зубовский, Кимовск-ТВ, кинотеатр «СИНЕМА-3D». На его базе функционирует ряд народных коллективов: вокальный народный коллектив «Лейся, песня!», вокальный народный коллектив «Сударушка», вокальный народный коллектив «Рябинушка», вокально-инструментальная группа «Ночная смена» и театр малых форм «Вдохновение».
В центре культурного развития «Верховье Дона» в Епифани созданы выездной класс Кимовской детской школы искусств, историко-краеведческий библиотечный центр, музей казачьего быта, комнаты для интерактивных занятий с экспозиционными, инструментальные, вокальные классы, классы прикладного и изобразительного искусства.
По состоянию на 2020 год в Кимовском районе функционирует 15 библиотек, услугами которых пользуется 26554 человек. Уровни фактической обеспеченности населения учреждениями культуры от нормативной потребности в районе за 2022 год составили 70,2 % — клубами и учреждениями клубного типа и 70,2 % — библиотеками. Услуги жителям малых населенных пунктов предоставляются передвижным центром культуры и библиотечного обслуживания.

## Туризм

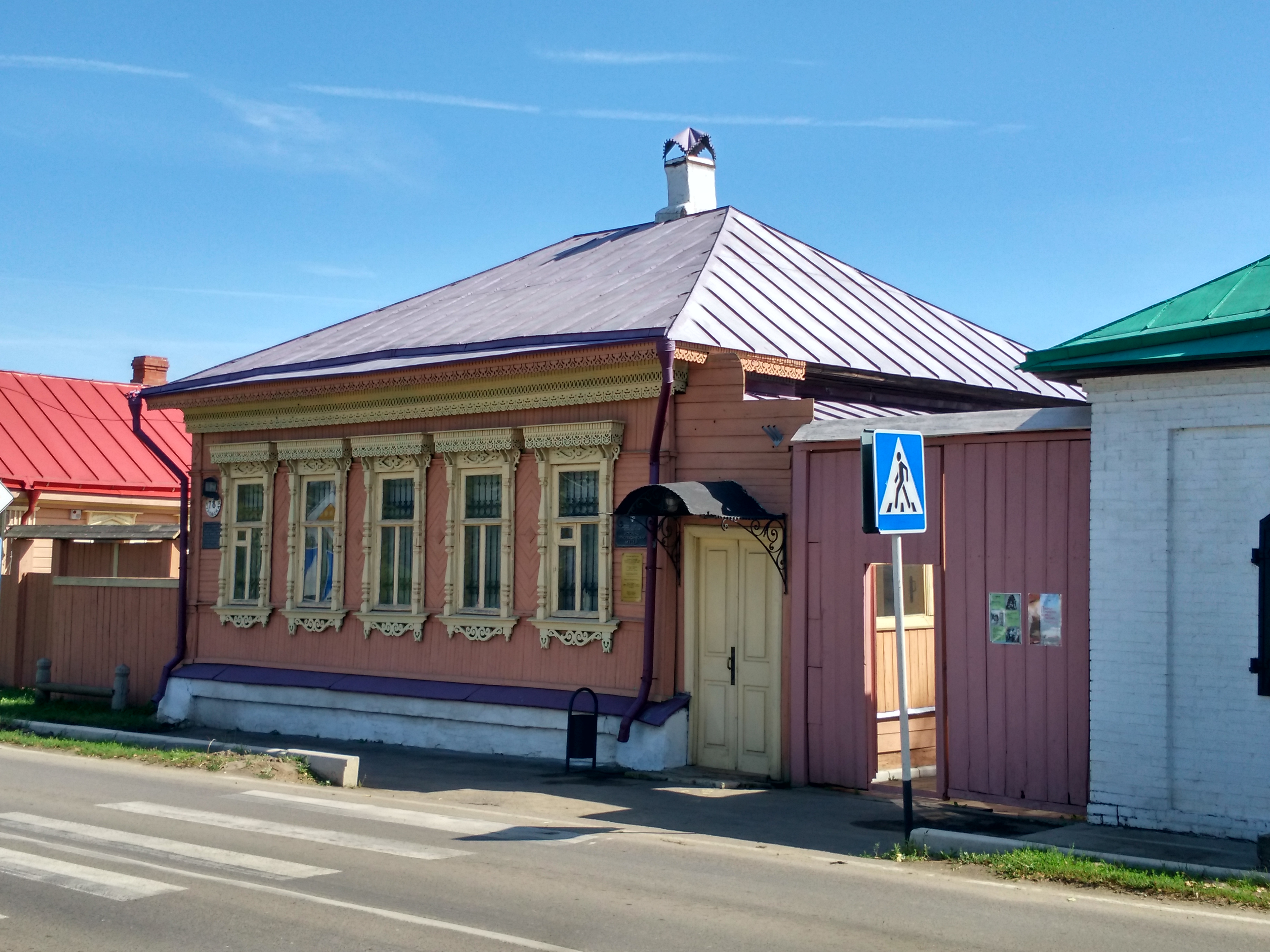
Музей купеческого быта в Епифани

В 2015 году Кимовский район на основе анализа туристских ресурсов, состояния инфраструктуры и транспортной логистики в разрезе муниципальных образований Тульской области был включён в туристско-рекреационный кластер «Куликовский». На территории Кимовского района расположены 6 памятников истории и культуры федерального значения, 17 регионального и 43 выявленных объекта культурного наследия. Основные направления туризма в районе являются культурно-познавательный, религиозный, усадебный и экологический туризм.
Свои услуги туристам предлагают 6 объектов общественного питания в Кимовске и Епифани (ресторан, кафе, пиццерия). Для размещения гостей на территории Кимовского района действует одна гостиница в Кимовске на 59 мест, гостевые дома на 10-14 человек в Епифани, и на 40 человек — в селе Монастырщино.

### Культурно-познавательный
На территории района располагаются объекты, являющиеся частью музея-заповедника «Куликово поле». В селе Монастырщино находится музейно-мемориальный комплекс героям Куликовской битвы, состоящий из церкви Рождества Пресвятой Богородицы в стиле эклектика и приходской школы. В музее представлены археологические находки — от эпохи Великого переселения народов (IV—VII века) до Древнерусского государства (XII—XII века). Археологические предметы рассказывают о хозяйстве и быте, о технологиях войны, об элитарной культуре разных эпох и о многих других сферах жизни древних жителей Подонья. В посёлке Епифань расположен Музей купеческого быта, размещающийся в восстановленной усадьбе купцов 3-й гильдии Байбаковых. Он включает в себя жилой дом с гостиной, спальней и кабинетом (постройка 1913 года), торговую лавку с подвалом, хозяйственный двор, огород и баню.
В Кимовске расположен Историко-краеведческий музей им. В. А. Юдина, включающий 4 зала: «Палеонтология. Крестьянская изба», «Епифань и Епифанский уезд», «Живая память (период Великой Отечественной войны)», «Город юности моей (Кимовск 1950—1960-х)». В состав данного музея также входят Музей 100-летия Октябрьской революции на территории железнодорожной станции, экспозиция которого рассказывает о событиях, происходивших в северной части Епифанского уезда во время Февральской и Октябрьской революций, а также о роли железной дороги в развитии города Кимовска.
К примечательным сооружениям района также относится водонапорная башня в Кимовске, построенная в 1950 году по мотивам кампанилы собора Сан-Марко в Венеции.

### Религиозный

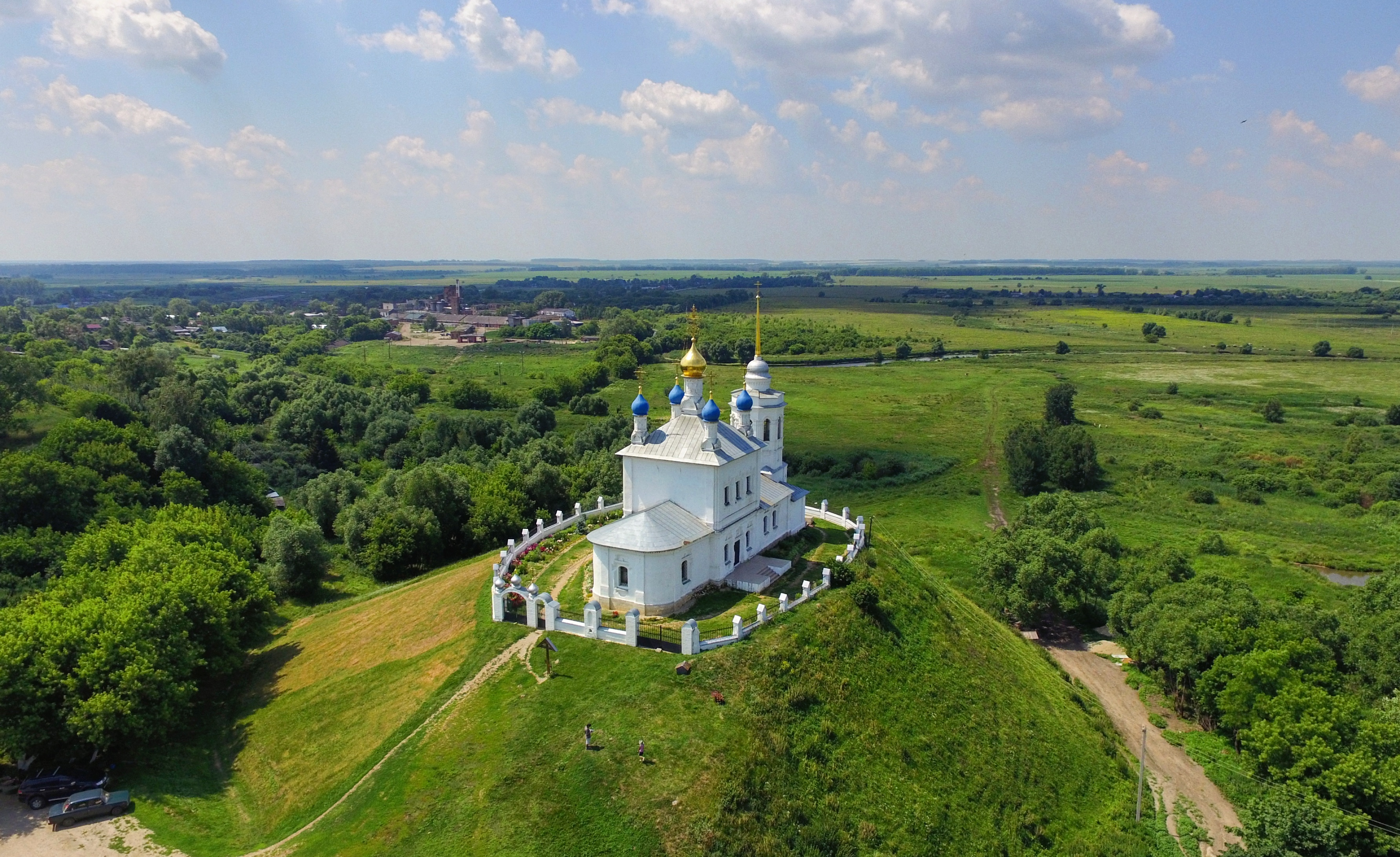
Церковь Успения Пресвятой Богородицы в Епифани

Одним из основных паломнических центров Тульской области является село Себино — родина Матроны Московской. В селе с 2014 года действует музей, где представлены экспонаты крестьянского быта времен жизни святой. Музейный комплекс включает также оборудованное подворье Никоновых с монументом из белого камня и памятником Матроне, ещё одну бронзовую скульптуру святой на территории комплекса, мраморную плиту у входа на приходское кладбище, где покоятся отец и родственники Матроны, закрытые купели и источник с часовней на берегу реки Мокрая Табола. В церкви Успения Божьей Матери, где святая Матрона была крещена и проводила много времени, хранится святыня — икона с частицей её мощей, подаренная святейшим патриархом Алексием II, и проводятся богослужения.
В число церковных памятников архитектуры Кимовского района входит Никольский собор в стиле классицизма с шатровой колокольней, который расположен в поселке Епифань. В исторических очерках 1873 года соборный священник Митрофан Сахаров писал: «эта церковь представляет собой огромное и стройное здание, украшенное снаружи большими лепными изображениями, фронтонами и портиками, и по своей громадности и великолепию могла бы служить украшением не только уездного города, но даже и столицы». Также в Епифане находится церковь Успения Пресвятой Богородицы в стиле русского барокко, являющаяся подворьем Аносина Борисоглебского ставропигиального женского монастыря. Холм, на котором построена церковь, носит название Федосеево городище, где согласно легенде были захоронены воины, умершие от ранений после Куликовской битвы.
Архитектурные стили церковного зодчества представлены также русским барокко в церквях Казанской иконы Божией Матери в селе Иваньково (1753), Николая Чудотворца в селе Муравлянка (1763), Покрова Пресвятой Богородицы в селе Покровское (1767), Богоявления Господня в селе Хитровщина (1768), Тихвинской иконы Божией Матери в селе Бучалки (1780), русский классицизм в церквях Введения во храм Пресвятой Богородицы в посёлке Пронь (1781), Введения во храм Пресвятой Богородицы в селе Молоденки (1798), Усекновения главы Иоанна Предтечи в посёлке Епифань (1810), русский ампир в церквях Михаила Архангела в селе Куликовка (1819), Феодора Трихины в селе Суханово (1821—1827), Иерусалимской иконы Божией Матери в селе Каркадиново (1846), Казанской иконы Божией Матери в селе Луговое (1854—1873), эклектика в церквях Михаила Архангела в селе Хованщина (1850—1855), Покрова Пресвятой Богородицы в урочище Александровка (начало XX века), Покрова Пресвятой Богородицы в деревне Барановка (1909—1913) и русский стиль в церкви Иверской иконы Божией Матери в селе Карачево (1871—1874). В Епифани также находится единственная в Тульской области сохранившая в перестроенном виде деревянная дореволюционная церковь Димитрия Солунского в Шевырёвой слободе (1797).

### Усадебный

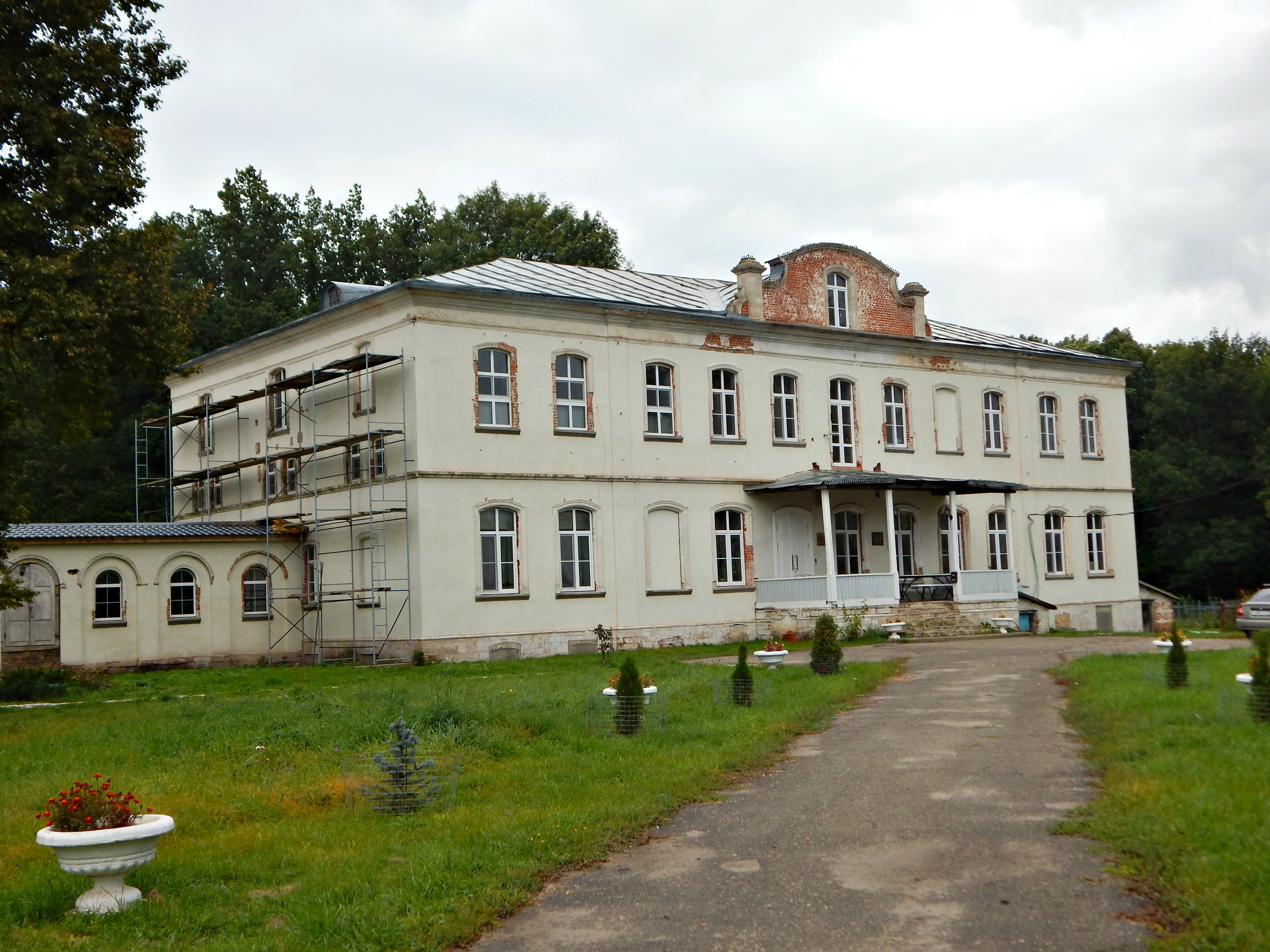
Главный дом усадьба Разумовских-Самариных в селе Молоденки

В селе Молоденки находится двухэтажный главный дом усадьба Разумовских-Самариных, построенный в 1784 году в стиле классицизм. В этом доме часто бывали Лев Толстой, Фёдор Сологуб, Владимир Черкасский, князья Евгений и Сергей Трубецкие и Голицыны. В усадебный комплекс также входят три хозяйственные постройки, два пилона въездных ворот, пейзажный парк из смешанных пород деревьев и недействующая Введенская церковь. После Октябрьской революции в здании усадьбы была коммуна Детпроткульта, затем сельская школа, а в настоящее время оно является частной собственностью.
В селе Хитровщина располагалась усадьба Измайловых-Толстых, где сохранились двухэтажный главный дом и один из парных флигелей со вторым деревянным этажом, датируемые последней четвертью XVIII века. Это село Пётр I подарил своему любимцу Францу Лефорту, а позднее им владел генерал-лейтенанта Лев Измайлов, известный помещик-самодур, ставший одним из прототипов Троекурова из романа Александра Пушкина «Дубровский». В настоящее время в усадебном доме располагается общеобразовательная школа.

### Экологический
Парк птиц и зверей «Епифаново подворье» рядом с деревней Комиссаровкой в окрестностях Музея-заповедника «Куликово поле» — это фермерское хозяйство, имеющее разрешение на содержание и разведение зоопарковых животных. На территории зоопарка можно встретить лам, пони, рысей, страусов, фазанов и камерунских козлов.
К памятникам природы относится урочище Татинки на южных склонах долины Дона в 1,5 км к востоку от деревни Татинки, и являющийся природным резерватом целого ряда редких степных растений на самой северной границе их естественного распространения и комплекса редких и уязвимых видов насекомых. Всего в урочище произрастает 238 видов высших растений, из которых 27 редких и занесенных в Красную книгу Тульской области видов. Ещё одним охраняемым природным объектом является Разуваев лес на левом берегу реки Смолки, который представляет собой сохранившуюся балочную дубраву в центре Куликова поля. Между деревнями Лупишки и Люторичи располагаются карстовые озера Бездонное и Бездонье. Озера находятся в центральной части Лупишкинского болота, имеющей историческое название «Бор» и известной с 1851 года как место произрастания редких видов сосудистых растений и мхов. На склонах долины реки Нижний Дубик и оврага, примыкающего с востока, находится урочище «Водяное поле», лесной массив которого представлен в основном культурами ели с примесью сосны и берёзы.
Рядом с деревней Белоозеро находится каменный комплекс, доминантой которого является стоячий камень весом более 20 тонн ‒ менгир, который из-за сходства формы с головой лошади получил название Конь-камень. Первоначально данный объект был идентифицирован как территории древнего поселения, но затем отнесён к ритуальной площадке, ближайшие аналоги которой встречаются на Среднем Урале.

## Археология
В приустьевой части реки Мокрой Таболы в IX — начале X века существовало крупное славянское поселение. Материалы, обнаруженные на селище Устье-2, имеют полное сходство с материальной культурой вятичей, осваивавших бассейн реки Упы.